# Коленкур
Коленкур (фр. Caulaincourt) насеље је и општина у североисточној Француској у региону Пикардија, у департману Ен (Пикардија) која припада префектури Сен Кентен.
По подацима из 2011. године у општини је живело 138 становника, а густина насељености је износила 23,15 становника/km². Општина се простире на површини од 5,96 km². Налази се на средњој надморској висини од 70 метара (максималној 104 m, а минималној 60 m).

## Демографија
| 1962. | 1968. | 1975. | 1982. | 1990. | 1999. | 2011. |
| ----- | ----- | ----- | ----- | ----- | ----- | ----- |
| 137   | 139   | 134   | 122   | 110   | 121   | 138   |

График промене броја становника у току последњих година